# 창원시의 시내버스 노선 목록
창원시의 시내버스 노선 목록으로 창원시 면허의 각 시내버스 노선의 운행 구간과 이들 노선의 간략한 특징을 담고 있다. 가독성을 위해 각 노선의 선형을 파악할 수 있는 최소한의 경유지만 표기하며, 폐선된 노선은 기입하지 않거나 삭제하는 것을 원칙으로 한다.
운행업체는 2021년 9월 1일 기준, 저상버스 운행 여부는 2023년 4월 1일 기준으로 작성되었다.

## 간선버스
| 노선 번호    | 운행업체          | 운행구간       | 운행구간 | 운행구간                    | 경유지 | 배차 간격 (분) | 비고 |
| ------------ | ----------------- | -------------- | -------- | --------------------------- | --- | -------------- | --- |
| 100          | 제일교통 마인버스 | 월영아파트     | ↔        | 대방동                      | 경남대학교, 문화동, 마산합포구청, 3.15의거탑, 어시장, 육호광장, 마산여성회관, 회원구청·창원NC파크, MBC경남 창원본부, 경남은행본점, 마산역, 마산시외버스터미널, 합성동, 한국전력, 창원역, 윤병원, 소답동, 도계동·서부스포츠센터, 의창구청·서부경찰서, 명서다리, 코오롱아파트, 지귀상가, 대동그린코아, 사격장입구, 창원대학교, 도립미술관, 성산아트홀, 대동백화점, 남양초등학교, 남산초등학교 | 9              | 구 60,63번, 308번을 바탕으로 한 노선. 창원 ↔ 마산 구간 고정승객이 상당함.                                                                                                |
| 101          | 마인버스 창원버스 | 월영아파트     | ↔        | 불모산동                    | 경남대학교, 문화동, 마산합포구청, 3.15의거탑, 부림시장, 북마산가구거리, 회산교, 석전사거리, 경남은행본점, 마산역, 마산시외버스터미널, 합성동, 한국전력, 동서식품, 창원종합터미널, 파티마병원, 대원동, 충혼탑, 창원문성대학, 교통문화연수원, 일동아파트, 경남도청, 창원중부경찰서, 신월주공아파트, 사파동성아파트, 대방초등학교, 대방동성아파트 | 15             | 구 61,71번을 바탕으로 한 노선. |
| 102          | 대중교통          | 월영아파트     | ↔        | 청솔아파트                  | 경남대학교, 문화동, 마산합포구청, 3.15의거탑, 어시장, 육호광장, 무학여고, 경남은행본점, 마산역, 마산시외버스터미널, 합성동, 한국전력, 창원역, 북동공설시장, 도계동·서부스포츠센터, 의창구청·서부경찰서, 명서다리, 지귀상가, 반지민원센터, 교통문화연수원, 창원중앙고등학교, 정우상가, 중앙동, 창원병원, 창원남중, 가음정사거리, 남산터미널, 성산구청, 성주사역, 신우에이스타운 | 18             | 구 43번, 306번을 바탕으로 한 노선. |
| 103          | 마창여객          | 가포고등학교   | ↔        | 성주사역                    | 월영아파트, 경남대학교, 문화동, 마산중앙고등학교, 완월초등학교, 3.15의거탑, 부림시장, 북마산가구거리, 회산교, 국제주유소, 경남은행본점, 마산역, 마산시외버스터미널, 합성동, 한국전력, 동서식품, 창원종합터미널, 파티마병원, 시티7, 문성고등학교, 창원종합운동장, 창원중앙고등학교, 정우상가, 은아아파트, 대동백화점, 남양초등학교, 대방초등학교, 안남중학교, 대방동성아파트 | 8              | 구 13,14번을 바탕으로 한 노선. |
| 105          | 신양여객          | 덕동공영차고지 | ↔        | 대방동                      | 현동초등학교, 월영아파트, 경남대학교, 문화동, 마산중앙고등학교, 한우아파트, 서원곡입구, 회원초등학교, 국제주유소, MBC경남 창원본부, 마산공설운동장, 자유무역지역후문, 대림아파트, 양덕초등학교, 삼성창원병원, 청소년복지회관·창신대학, 팔용중학교, 유니시티2단지, 도계초등학교, 명서다리, 시티7, 창원컨벤션센터, 창원종합운동장, 창원중앙고등학교, 정우상가, 은아아파트, 대동백화점, 남양초등학교, 남산초등학교 | 12             | 구 71,71-1번, 303번을 바탕으로 한 노선. |
| 106          | 대운교통          | 월영아파트     | ↔        | 불모산동                    | 경남대학교, 문화동, 마산합포구청, 3.15의거탑, 어시장, 육호광장, 회원구청·창원NC파크, 마산고속버스터미널, 양덕초등학교, 삼성창원병원, 청소년복지회관·창신대학, 동서식품, 창원종합터미널, 파티마병원, 대원동, 창원문성대학교, 창원종합운동장, 창원중앙고등학교, 대동백화점, 사파초등학교, 사파동행정복지센터, 삼정자중학교, 성주프리빌리지2차, 한국전기연구원 | 24             | 구 20,27,27-1번을 바탕으로 한 노선. |
| 107          | 대운교통 마인버스 | 월영아파트     | ↔        | 불모산동                    | 경남대학교, 문화동, 마산합포구청, 3.15의거탑, 어시장, 자유무역지역정문, 신세계백화점, 자유무역지역후문, 봉암교, 양곡상가, 웅남119안전센터, 세원셀론텍, 남창원역, 창원병원, 중앙동, 이마트, 은아아파트, 대동백화점, 사파초등학교, 사파동행정복지센터, 삼정자중학교, 성주프리빌리지2차, 한국전기연구원 | 25             | 구 32번을 바탕으로 한 노선. |
| 108          | 제일교통 마창여객 | 가포고등학교   | ↔        | 대방동                      | 월영마린애시앙아파트, 해운중학교, 경남대학교, 문화동, 마산합포구청, 3.15의거탑, 어시장, 자유무역지역정문, 신세계백화점, MBC경남 창원본부, 경남은행본점, 마산역, 마산시외버스터미널, 합성동, 한국전력, 창원역, 극동아파트, 창원종합터미널, 삼동, 한국폴리텍7대학, 창원병원, 창원남중, 가음정사거리, 여성가족회관창원관, 남산초등학교 | 18             | 구 읍면노선 92-4번을 바탕으로 한 노선. 전 차량 저상버스 운행. |
| 109          | 동양교통 대중교통 | 경남대학교     | ↔        | 불모산동                    | 문화동, 마산합포구청, 3.15의거탑, 어시장, 자유무역지역정문, 신세계백화점, 마산고속터미널, 마산역, 마산시외버스터미널, 합성동, 한국전력, 창원역, 극동아파트, 유니시티2단지, 도계초등학교, 명서다리, 시티7, 문성고등학교, 창원종합운동장, 창원중앙고등학교, 정우상가, 중앙동, 경창상가, 창일아파트, 가음은아아파트, 남양초등학교, 남산공원환승센터, 창원경상대학교병원, 한국전기연구원 | 18             | 구 43번을 바탕으로 한 노선. |
| 110          | 대운교통 마인버스 | 마산대학교     | ↔        | 성주사역                    | 죽암, 청아병원, 장미아파트, 삼계롯데마트, 내서운동장, 한우리아파트, 중리공단, 중리삼거리, 북성초등학교, 경남은행본점, 마산역, 마산시외버스터미널, 합성동, 한국전력, 경남테크노파크, 팔용동입구, 창원종합터미널, 파티마병원, 지귀상가, 골프장입구, 창원의집입구, 경남도청, 창원테니스장입구, 법원, 사파동성아파트, 대방초등학교, 대방동성아파트, 성산구청 | 25~29          | 구 64번, 312번을 바탕으로 한 노선. |
| 111          | 대운교통 마인버스 | 안계초학교     | ↔        | 성주사역                    | 삼계대동아파트, 한우리아파트, 삼계롯데마트, 장미아파트, 내서중학교, 청아병원, 마산역, 마산시외버스터미널, 합성동, 한국전력, 경남테크노파크, 팔용동입구, 창원종합터미널, 파티마병원, 지귀상가, 골프장입구, 창원의집입구, 경남도청, 창원테니스장입구, 법원, 사파동성아파트, 대방초등학교, 대방동성아파트, 성산구청 | 18             | 2023년 8월 26일 신설 |
| 113          | 동양교통 제일교통 | 평성회차장     | ↔        | 불모산동                    | 코오롱아파트, 호계, 중리삼거리, 북성초등학교, 경남은행본점, 마산역, 마산시외버스터미널, 합성동, 한국전력, 창원역, 오성아파트, 북동공설시장, 도계초등학교, 명서다리, 시티7, 문성고등학교, 창원종합운동장, 창원중앙고등학교, 정우상가, 은아아파트, 대동백화점, 사파초등학교, 사파동성아파트, 사파동행정복지센터, 덕산2차아파트, 창원경상대학교병원, 한국전기연구원 | 13             | 2023년 8월 26일 |
| 114          | 대운교통 대중교통 | 안계초등학교   | ↔        | 불모산종점                  | 삼계대동아파트, 한우리아파트, 삼계롯데마트, 장미아파트, 창원내서중학교, 청아병원, 중리역, 중리삼거리, 마재고개, 내서초등학교, 회성동행정복지센터, 서마산시장, 석전사거리, 회산교, 북마산가구거리, 부림시장, 어시장, 자유무역지역정문, 신세계백화점, 자유무역지역후문, 수원지입구, 자유무역지역2공구, 봉암교, 신촌동성아파트, 양곡중학교, 웅남소방파출소, 한국철강, 창곡삼거리, 충혼탑, 창원문성대학교, 창원종합운동장.노블파크아파트, 창원중앙고등학교, 정우상가, 중앙동, 국민은행, 경창상가, 상남대우아파트, 상남꿈에그린아파트, 창원남중, 가음정사거리, 남산버스정류소, 성산구청, 창원경상대학교병원, 한국전기연구원 | 12~14          | |
| 115          | 신양여객 창원버스 | 평성회차장     | ↔        | 청솔아파트                  | 코오롱아파트, 동서병원, 중리삼거리, 북성초등학교, 경남은행본점, 마산역, 마산시외버스터미널, 합성동, 한국전력, 창원역, 극동아파트, 창원종합터미널, 삼동, 한국폴리텍7대학, 창원병원, 중앙동, 이마트, 은아아파트, 대동백화점, 남양초등학교, 대방초등학교, 안남중학교, 대방동성아파트, 성산구청, 성주사역, 신우에이스타운 | 24             | 구 311-1번을 바탕으로 한 노선. 원래는 간선좌석노선인 712번이었으나 간선일반으로 형간전환함.                                                                              |
| 116          | 대운교통 대중교통 | 마산대학교     | ↔        | 불모산종점                  | 수곡, 죽암, 청아병원, 내서중학교, 장미아파트, 삼계롯데마트, 용마정비, 내서우체국, 중리삼거리, 마재고개, 회성동행정복지센터, 북성초등학교, 메트로시티, 3.15아트센터, MBC경남 창원본부, 야구장앞홈플러스, 자유무역지역후문, 자유무역지역2공구, 봉암교, 신촌삼거리 | 24~26          | 2023년 8월 26일 신설 |
| 122          | 마인버스          | 가포고등학교   | ↔        | 대방동                      | 국립마산병원, 월영아파트, 경남대학교, 문화동, 마산중앙고등학교, 완월초등학교 3.15의거탑, 어시장, 자유무역지역정문, 신세계백화점, 마산고속버스터미널, 역전치안센터, 마산역, 마산시외버스터미널, 합성동, 한국전력, 창원역, 오성아파트, 북동공설시장, 도계동·서부스포츠센터, 의창구청·서부경찰서, 명서다리, 농협하나로클럽, 지귀상가, 대동그린코아, 사격장입구, 창원대학교, 경남도청, 창원테니스장입구, 법원, 사파동성아파트, 대방초등학교, 안남중학교 | 18             | 구 60번, 300번을 바탕으로 한 노선. 원래는 지선노선인 222번으로 대방동에서 마산역까지만 운행하였으나 간선노선으로 형간전환하고 월영아파트까지 연장. 전 차량 저상버스 운행 |
| 150          | 대운교통          | 창원대학교     | ↔        | 인의동 (진해시외버스터미널) | 성심유치원, 경남도청, 병무청, 경창상가, 창원남중, 내동민원센터, 지성큐엔텍, 남창원역, 세원셀론텍, 양곡상가, 시민회관, 여좌신협, 진해역, 남원로터리 | 27             | 구 35번을 바탕으로 한 노선. 저상버스 일부 운행. 진해군항제 기간(매년 4월 1일 ~ 4월 10일)에는 진해역, 남원로터리 미경유.                                                  |
| 151          | 동교통            | 창원종합터미널 | ↔        | 장천동                      | 파티마병원, 지귀상가, 럭키상가, 창원종합운동장, 창원중앙고등학교, 정우상가, 은아아파트, 대동백화점, 가음은아아파트, 남산터미널, 성산구청, 성주동주민센터·성주사역, 성주동, 상공회의소, 경화역, 경화시장, 태백사거리, 이동, 덕산동, 풍호동 | 22             | 구 38번을 바탕으로 한 노선. 저상버스 일부 운행. |
| 152          | 대운교통          | 창원대학교     | ↔        | 인의동 (진해시외버스터미널) | 우영프라자, 창원종합운동장, 창원문성대학교, 충혼탑, 셰플러코리아, 한국철강, 신촌삼거리, 유신상가, 신촌동성아파트, 양곡중학교, 진해문화센터, 진해역, 남원로타 | 36             | 2023년 8월 26일 신설 |
| 155          | 진해여객          | 소답동         | ↔        | 장천초등학교                | 도계주유소, 명지여고, 시티7, 창원종합운동장, 창원중앙고등학교, 정우상가, 은아아파트, 대동백화점, 가음은아아파트, 남산터미널, 성산구청, 성주동주민센터·성주사역, 성주동, 롯데마트, 덕산해군아파트, 진해구청, 장천대동다숲 | 18             | 구 38번, 317번을 바탕으로 한 노선. 저상버스 일부 운행. 차량 앞면에 '남산터미널, 정우상가, 시티7' 행선판 부착.                                                            |
| 156          | 진해여객 대운교통 | 창원대학교     | ↔        | 녹수아파트                  | 창원중앙역, 성산아트홀, 은아아파트, 대동백화점, 가음은아아파트, 남산터미널, 성산구청, 성주동주민센터·성주사역, 성주동, 롯데마트, 석동농협, 자은3지구, 벚꽃마을아파트, 풍호동행정복지센터, 진해구청 | 75             | 2019년 3월 4일 신설. 신설 당시 155-1번이었다가 2023년 6월 10일부로 156번으로 번호 변경, 성산구 노선 단축 및 진해구 노선 연장.                                            |
| 160          | 마인버스 대중교통 | 덕동공영차고지 | ↔        | 인의동 (진해시외버스터미널) | 현동초등학교, 월영아파트, 경남대학교, 문화동, 마산합포구청, 3.15의거탑, 어시장, 자유무역지역정문, 용마고등학교, 육호광장, 회원구청·창원NC파크, 자유무역지역후문, 봉암교, 양곡상가, 진해구민회관, 여좌신협, 진해역, 남원로터리 | 20             | 구 36,62번을 바탕으로 한 노선. 저상버스 일부 운행. 진해군항제 기간(매년 4월 1일 ~ 4월 10일)에는 진해역, 남원로터리 미경유.                                               |
| 162          | 창원버스 대중교통 | 소계동         | ↔        | 인의동 (진해시외버스터미널) | 구암동, 덕재, 합성동, 마산시외버스터미널, 마산역, 타워맨션, 대림아파트, 봉덕육교, 봉암교, 양곡상가, 진해구민회관, 여좌신협, 진해역, 남원로터리 | 26             | 구 33번을 바탕으로 한 노선. 진해군항제 기간(매년 4월 1일 ~ 4월 10일)에는 진해역, 남원로터리 미경유.                                                                      |
| 163          | 신양여객          | 덕동공영차고지 | ↔        | 광석골쉼터                  | 현동초등학교, 월영아파트, 경남대학교, 문화동, 마산합포구청, 3.15의거탑, 어시장, 자유무역지역정문, 신세계백화점, 자유무역지역후문, 봉암교, 양곡상가, 진해구민회관, 여좌신협, 중앙시장, 태백사거리, 경화시장, 이동, 덕산동, 풍호동, 장천대동다숲 | 20             | 구 37번을 바탕으로 한 노선. |
| 164          | 진해여객 제일교통 | 경남대학교     | ↔        | 장천동                      | 문화동, 마산합포구청, 3.15의거탑, 어시장, 자유무역지역정문, 신세계백화점, 자유무역지역후문, 봉암교, 양곡상가, 진해구민회관, 여좌신협, 중앙시장, 태백사거리, 경화역, 롯데마트, 덕산해군아파트, 신광아파트 | 24             | 전 차량 저상버스 운행. |
| 5000 BRT일반 | 동양교통 신양여객 | 불모산동       | ↔        | 월영아파트                  | 창원경상대학교병원, 성산구청, 남산공원환승센터, 남산동, 가음정사거리, 장미공원.가음은아아파트, 더샵센트럴3단지아파트, 상남도서관.한림아파트, 사파삼익2차아파트(토월성원아파트), 대동백화점, 시민생활체육관, 신월은아아파트, 창원시청.정우상가, 중앙고등학교, 트리비앙아파트.한국폴리텍대학, 창원종합운동장.노블파크아파트, 문성고등학교, 창원컨벤션센터, 시티7, 명서동허앤리병원, 명서다리.명곡교회, 명서초등학교, 창원서부경찰서.원흥사, 의창구청.도계주유소, 도계동.의창스포츠센터, 소답동, 의창동환승센터, 윤병원, 태광주유소(참사랑병원), 서상삼거리, 창원역, 한국전력, KT동마산지점.창신대학교, 구암동,덕재.롯데캐슬, 합성동, 마산시외버스터미널, 마산역, 마산역앞.동마산병원, 마산우체국(경남은행본점), 석전동,무학여자고등학교, 회원1동, 버스회관, 육호광장, 영남주차장, 부림시장, KT마산점, 경남데파트, 마산합포구청.의료원, 경동메르빌아파트, 마산중부경찰서, 반월민원센터, 연세병원, 문화동, 경남대.남부터미널, 해운초등학교 | 10~11          | |

## 지선버스
| 노선 번호 | 운행업체          | 운행구간               | 운행구간 | 운행구간         | 경유지 | 배차 간격 (분) | 비고 |
| --------- | ----------------- | ---------------------- | -------- | ---------------- | --- | -------------- | --- |
| 212       | 창원버스          | 청솔아파트             | ↔        | 소계동           | 신우에이스타운, 성주사역, 대방동, 성주초등학교, 가음정동, 창원남고, 재료연구원, 경창상가, 중앙동, 교통문화연수원, 반지사거리, 지귀상가, 농협하나로클럽, 명지여고, 도계초등학교, 북동공설시장, 창원여중, 창원역 | 17             | 구 57번을 바탕으로 한 노선. 저상버스 일부 운행. |
| 213       | 동양교통          | 불모산동               | ↔        | 소계동           | 한국전기연구원, 성주동, 성주사역, 남산중학교, 대방덕산아파트, 법원, 검찰청, 신월동, 경남도청, 창원대학교입구, 교통문화연수원, 창원문성대학교, 대원동, 명곡동, 도계동, 의창동환승센터, 창원여중, 창원역 | 32             | 구 22번을 바탕으로 한 노선. 저상버스 일부 운행. |
| 214       | 대운교통          | 불모산동               | ↔        | 양곡중학교       | 한국전기연구원, 유니온빌리지, 대방초등학교, 남양초등학교, 대동백화점, 신월주공아파트, 수협도지회, 중앙동, 교통문화연수원, 반지사거리, 지귀상가, 농협하나로클럽, 창원공고, 창원종합터미널, 농산물도매시장, 삼동, 세원셀론텍, 웅남119안전센터 | 25             | 구 30번을 바탕으로 한 노선. 저상버스 일부 운행. |
| 215       | 대운교통          | 창원경상대학교병원정문 | ↔        | 소계동           | 창원경상대학교병원동문, 한림푸르지오, 대방동종점, 창원남산초등학교, 피오르빌아파트.더샵센트럴파크1단지, 남양초등학교.더샵센트럴파크2단지, 상남아파트.한림아파트, 대동백화점, 신월주공아파트, 신월아파트, 불지사.은아아파트후문, 한국전력공사.조달청, 경남지방병무청, 경남도의회, 창원한마음병원후문, 창원중앙역, 창원대동문, 현대썬언빌, 경남도의회, 경상남도청, 도청사거리, 청룡길.성심유치원, 사림민원센터, 반림현대산업아파트.일동아파트, 반송여자중학교.반림현대건설아파트, 반림럭키아파트, 반지민원센터, 반지사거리, 지귀상가, 늘푸른마을코오롱아파트 - (→ 명서동허앤리병원 →) - 명서1동, 창원명지여자고등학교, 명서중학교, 명지초등학교, 두산위브, 창원중학교.창원고등학교.대남종합상가, 도계초등학교, 한마음아파트, 유니시티2단지, 어반브릭스, 창원과학고등학교, 고향의봄도서관, 벽산블루밍아파트, 창원역 |                | |
| 216       | 창원버스          | 불모산동               | ↔        | 석교마을         | 한국전기연구원, 창원경상대학교병원, 대방동, 남산초등학교, 남양초등학교, 대동백화점, 은아아파트, 정우상가, 중앙고등학교, 창원종합운동장, 충혼탑, 대원성원아파트, 세원셀론텍, 웅남119안전센터, 양곡상가, 두산중공업, 용호마을, 삼귀민원센터 | 30~40          | 구 56-1번을 바탕으로 한 노선. 저상버스 일부 운행. |
| 220 순환  | 동양교통          | 창원대학교             | ↔        | 창원대학교       | 창원중앙역, 창원테니스장입구, 법원, 상남교회, 대동백화점, 은아아파트, 정우상가, 중앙고등학교, 창원종합운동장, 시티7, 지귀상가, 봉림휴먼시아1단지, 대동그린코아, 창원의집입구, 성심유치원, 경남도청, 창원중앙역 | 30             | 창원대학교 순환노선(시계방향) |
| 221 순환  | 동양교통          | 창원대학교             | ↔        | 창원대학교       | 창원중앙역, 경남도청, 성심유치원, 창원의집입구, 대동그린코아, 봉림휴먼시아1단지, 지귀상가, 시티7, 창원종합운동장, 중앙고등학교, 정우상가, 은아아파트, 대동백화점, 상남교회, 법원, 창원테니스장입구, 창원중앙역 | 30             | 창원대학교 순환노선(반시계방향) |
| 222 순환  | 동양교통          | 창원중앙역             | ↔        | 창원중앙역       | 창원대학교동문, 경남도의회, 창원중부경찰서, 창원시청, 정우상가, 용지호수, 롯데아파트, 경남도의회, 창원대학교동문 | 30             | 창원중앙역 순환노선(시계방향) |
| 223       | 대운교통          | 사파정동               | ↔        | 대방동종점       | 창원축구센터, 검찰청, 창원시립테니스장입구, 토월공원.성산사회복지관, 경상남도청, 롯데아파트, 성산아트홀, 창원시청, 은아아파트, 시민생활체육관, 대동백화점, 사파삼익아파트.토월성원아파트, 상남도서관.한림아파트, 남양초등학교.더샵센트럴파크2단지, 피오르빌아파트 → 남양동주택 → 안남중학교 → 대방동성아파트 → 대방동종점 → 피오르빌아파트 → 이하 역순 | 37             | 6월 10일 신설 |
| 240       | 신양여객          | 수곡                   | ↔        | 안성             | 용담, 죽암, 동신아파트, 청아병원, 장미아파트, 삼계롯데마트, 안계초등학교, 이미지아파트, 원계, 용마정비, 중리삼거리, 코오롱아파트, 평성 | 55             | 2011년 3월 7일 신설. 1일 4회 용담마을 경유로 노선 연장. |
| 250       | 마인버스 마창여객 | 덕동공영차고지         | ↔        | 벽산블루밍아파트 | 가포날개, 가포고등학교, 월영아파트, 경남대학교, 마산여객선터미널, 신포동, 어시장, 자유무역지역정문, 신세계백화점, MBC경남 창원본부, 북성초등학교, 중리삼거리, 삼계롯데마트, 장미아파트, 청아병원, 호계, 코오롱아파트, GS메트로자이아파트 | 28             | 구 19번을 바탕으로 한 노선. 저상버스 일부 운행. |
| 251       | 마창여객          | 해운중학교             | ↔        | 안계초등학교     | 경남대학교, 문화동, 마산합포구청, 부림시장, 육호광장, 무학여고, 북성초등학교, 중리삼거리, 청아병원, 장미아파트, 상곡시장, 삼계롯데마트, 이미지아파트 | 28             | 구 11,15번을 바탕으로 한 노선. 전 차량 저상버스 운행 , 마산농산물도매시장 경유. |
| 253       | 신양여객          | 덕동공영차고지         | ↔        | 벽산블루밍아파트 | 현동초등학교, 해운중학교, 경남대학교, 문화동, 마산합포구청, 부림시장, 북마산가구거리, 회산교, 국제주유소, 서마산시장, 중리삼거리, 호계, 코오롱아파트, GS메트로자이아파트 | 23             | 구 11-1번을 바탕으로 한 노선. 저상버스 일부 운행. |
| 254       | 신양여객          | 덕동공영차고지         | ↔        | 마산대학         | 현동초등학교, 월영아파트, 경남대학교, 문화동, 마산중앙고등학교, 한우아파트, 서원곡입구, 마산여중, 서마산시장, 중리삼거리, 이미지아파트, 삼계롯데마트, 장미아파트, 청아병원, 죽암 | 24             | 구 72번을 바탕으로 한 노선. |
| 256       | 마창여객 제일교통 | 가포고등학교           | ↔        | 평성회차장       | 국립마산병원, 경남대학교, 새동네, 밤밭고개, 두릉마을, 감천입구, 감천초등학교, 광려중학교, 이미지아파트, 삼계롯데마트, 장미아파트, 청아병원, 코오롱아파트 | 30             | 구 72-1번을 바탕으로 한 노선. 쌀재터널 경유. 저상버스 일부 운행. |
| 257       | 대중교통          | 덕동공영차고지         | ↔        | 석교             | 가포날개, 가포고등학교, 월영아파트, 경남대학교, 문화동, 마산합포구청, 어시장, 육호광장(석교행), 자유무역지역정문(월영아파트행), 신세계백화점, 자유무역지역후문, 봉암교, 두산중공업, 용호, 삼귀민원센터 | 85             | 구 39번을 바탕으로 한 노선. |
| 258       | 마인버스          | 덕동공영차고지         | ↔        | 마산대학         | 현동초등학교, 월영아파트, 경남대학교, 문화동, 마산합포구청, 어시장, 삼성생명, 원불교교구청, 회산교, 국제주유소, 서마산시장, 중리삼거리, 삼계롯데마트, 장미아파트, 청아병원, 죽암 | 31             | |
| 259       | 신양여객          | 덕동공영차고지         | ↔        | 평성회차장       | 현동초등학교, 월영아파트, 경남대학교, 문화동, 마산합포구청, 어시장, 자유무역지역정문, 신세계백화점, MBC경남 창원본부, 북성초등학교, 중리삼거리, 코오롱아파트 | 32             | 전 차량 저상버스 운행. |
| 260       | 마인버스          | 수정                   | ↔        | 소계동           | 구산면사무소, 현동초등학교, 밤밭고개, 경남대학교, 문화동, 마산중앙고등학교, 완월초등학교, 어시장, 자유무역지역정문, 신세계백화점, 자유무역지역후문, 봉덕초등학교, 양덕초등학교, 삼성창원병원, 차룡단지, 창원웨딩의전당, 창원역, 한국전력, 구암동, 소계시장 | 31             | 구 26번을 바탕으로 한 노선. 시간대에 따라 구복(연륙교) 출발 및 유산 경유. |
| 262       | 제일교통          | 덕동공영차고지         | ↔        | 소계동           | 가포날개, 가포고등학교, 해운중학교, 경남대학교, 만날고개(신산복도로), 한우아파트, 완월초등학교, 경남데파트, 어시장, 삼성생명, 회산교, 국제주유소, 경남은행본점, 마산역, 마산시외터미널, 합성동, 구암여중, 소계시장 | 29             | 구 16-1번을 바탕으로 한 노선. |
| 263       | 대중교통          | 수정                   | ↔        | 소계동           | 덕동, 가포날개, 가포고등학교, 해운중학교, 경남대학교, 문화동, 마산합포구청, 어시장, 삼성생명, 원불교교구청, 의신여중, 서원곡입구, 마산여중, 경남은행본점, 마산역, 마산시외터미널, 합성동, 구암여중, 소계시장 | 36             | 구 16-2번을 바탕으로 한 노선. 시간대에 따라 유산 경유. 전 차량 저상버스 운행 |
| 264       | 제일교통          | 덕동공영차고지         | ↔        | 가포동           | 유산마을, 농업기술센터, 묘촌노인회관, 현동초등학교, 시립마산요양병원, 우산마을, 국립마산병원, 가포고등학교, 마산골프랜드, 가포동, 가포초등학교 | 25~65          | |
| 270       | 신양여객          | 합성무학아파트         | ↔        | 합성무학아파트   | 합성초등학교, 성진아파트, 구암고등학교, 마산동부경찰서, 양덕초등학교, 한일타운, 역전치안센터, 마산역, 마산시외버스터미널, 구암동현대시장, 성진아파트, 합성초등학교 | 60             | 성진아파트 순환노선(시계방향). 소형버스(카운티) 운행 노선. |
| 271       | 마창여객          | 마산박물관             | ↔        | 마산박물관       | 마산박물관 → 한백푸른A → 만소노인재가복지센터 → KT서마산지점 → 어시장.성모병원 → 어시장 → KT서마산지점 → 만소노인재가복지센터 → 마산중학교 → 한우A → 약수터 → 대림공작2차A → 마산박물관 | 22             | 소형버스(카운티) 운행 노선 |
| 272       | 마창여객          | 가포동                 | ↔        | 남성동           | 가포초등학교, 가포동, 마산골프랜드, 마산가포고등학교, 국립마산병원, 고운초등학교, 월영동공원.월영1차아파트 - (→ 경남대·남부터미널종점 →/← 경남대학교 ← 남부터미널 ←) - 마산종합사회복지관, 평화아파트 , 연세병원, 중부경찰서, 경동메르빌아파트, 마산합포구청.의료원, 경남데파트, KT마산점 | 90~100         | |
| 277       | 마창여객          | 마산역                 | ↔        | 두릉             | 한일타운, 마산고속터미널, 신세계백화점, 수출정문, 어시장, (이하 두릉행)마산여객선터미널, 마산센텀병원(이하 두릉행), (이하 마산역행)마산합포구청, 문화동(이하 마산역행), 경남대학교, 밤밭고개, 예곡 | 110            | 구 1000번. 소형버스(카운티) 운행 노선. 두릉출발 첫차와 두 번째차는 어시장까지만 운행함. |
| 301       | 진해여객          | 속천                   | ↔        | 녹수아파트       | 남원로터리, 중원쉼터, 해양극장, 중앙시장, 경화시장, 이동, 덕산초등학교, 풍호동, 진해구청 | 14~16          | 구 101번. 진해군항제 기간(매년 4월 1일 ~ 4월 10일)에는 남원로터리, 중원쉼터 미경유. |
| 302       | 진해여객          | 속천                   | ↔        | 행암             | 남원로터리, 중원쉼터, 해양극장, 중앙시장, 경화시장, 이동, 풍호동, 장천종점 | 14~16          | 구 102번. 시간대에 따라 수치, 학개, 나가야 경유. 진해군항제 기간(매년 4월 1일 ~ 4월 10일)에는 남원로터리, 중원쉼터 미경유. |
| 303       | 진해여객          | 속천                   | ↔        | 순환             | 남원로터리, 중원쉼터, 해양극장, 중앙시장, 경화시장, 이동, 풍호동, (이하 순환)진해구청, 어은동, 웅천성내, 시티프라디움, 괴정, 삼포, 명동, 수치, 행암, 장천(이하 순환) | 30~40          | 구 103번. 웅천, 명동, 행암구간을 시계방향으로 순환. 시간대에 따라 괴정, 제덕, 산업도로(석동 및 자은동) 경유 및 수치, 행암, 장천 미경유. (단, 산업도로 경유 차량은 앞면에 '산업도로' 행선판 부착.) 진해군항제 기간(매년 4월 1일 ~ 4월 10일)에는 남원로터리, 중원쉼터 미경유. |
| 305       | 진해여객 동아여객 | 속천                   | ↔        | 신항부영아파트   | 남원로터리, 중원로터리, 진해공설운동장, 북원로터리, 진해여고, 진해고교, 중앙시장, 경화시장, 이동, 풍호동, 진해구청, 어은동, 웅천성내, 웅동농협, 해인로즈빌, 안청초교, 용원 | 15~20          | 구 105번. 시간대에 따라 안성, 마천, 안골, 가주, 검문소 경유 출퇴근시간대 북항까지 운행. 진해군항제 기간(매년 4월 1일 ~ 4월 10일)에는 중원로터리 미경유. |
| 306       | 진해여객          | 속천                   | ↔        | 순환             | 남원로터리, 중원쉼터, 해양극장, 중앙시장, 경화시장, 이동, 풍호동, (이하 순환)장천, 행암, 수치, 명동, 삼포, 괴정, 시티프라디움, 웅천성내, 어은동, 진해구청(이하 순환) | 30~40          | 구 106번. 웅천, 명동, 행암구간을 반시계방향으로 순환. 시간대에 따라 산업도로(석동 및 자은동) 경유. (단, 산업도로 경유 차량은 앞면에 '산업도로' 행선판 부착.) 진해군항제 기간(매년 4월 1일 ~ 4월 10일)에는 남원로터리, 중원쉼터 미경유.                                      |
| 307       | 진해여객          | 속천                   | ↔        | 녹수아파트       | 남원로터리, 진해공설운동장, 북원로터리, 진해역, 중앙시장, 경화역, 롯데마트, 덕산해군아파트, 진해구청 | 7~9            | 구 107번. |
| 309       | 진해여객          | 속천어촌계             | ↔        | 중원쉼터         | 진해루, 에너지환경과학공원, 우림필유아파트, 상공회의소, 경화역, 경화포스코더샵, 원창시인의마을, 중앙시장, 진해역, 해양극장 | 20             | 구 109번. 진해군항제 기간(매년 4월 1일 ~ 4월 10일)에는 진해역, 중원쉼터 미경유. |
| 315       | 진해여객          | 속천                   | ↔        | 용원             | 남원로터리, 중원로터리, 진해공설운동장, 북원로터리, 진해역, 중앙시장, 경화역, 롯데마트, 덕산해군아파트, 진해구청, 어은동, 웅천성내, 웅동농협, 해인로즈빌, 안청초교 | 20~30          | 구 115번. 시간대에 따라 안성, 안골 경유. 진해군항제 기간(매년 4월 1일 ~ 4월 10일)에는 중원로터리 미경유. |
| 317       | 진해여객          | 속천                   | ↔        | 장천대동다숲     | 남원로터리, 진해공설운동장, 북원로터리, 진해여고, 진해고교, 중앙시장, 경화역, 롯데마트, 석동농협, 자은3지구, 덕산해군아파트, (이하 순환)진해구청, 장천동, 우성아파트(이하 순환) | 15~20          | 구 117번. 차량 앞면에 '진고경유' 또는 '산업도로, 진해고교' 행선판 부착. |
| 325       | 진해여객          | 안골버스회차지         | ↔        | 평동             | 청천마을, 안성마을, 로드60, 의곡마을, 청안해오름, 웅동, 마천공단입구, STX아파트, 웅천성내, 어은동, 진해구청, 마린푸르지오1단지, 풍호동평화마을, 경화시장, 중앙시장, 진해역 | 12회           | |
| 330       | 진해여객          | 시티프라디움후문       | ↔        | 시티프라디움후문 | 남문동, 웅천성내 | 20             | 2017년 4월 15일 신설. 시티프라디움 순환노선. |

## 읍면버스
| 노선 번호 | 운행업체          | 운행구간       | 운행구간 | 운행구간              | 경유지 | 배차 간격 (분)       | 비고 |
| --------- | ----------------- | -------------- | -------- | --------------------- | --- | -------------------- | --- |
| 10        | 동양교통          | 대방동성아파트 | ↔        | 북면온천              | 대방동성아파트, 가음주공아파트, 대동백화점, 창원시청(창원광장), 창원종합운동장, 충혼탑, 창원공고, 명서다리, 도계동, 소답동(39사단), 동정동, 굴현고개, 달천산림욕장, 외감입구, 까치골, 동전입구, 행복한병원, 영신아파트, 북면사무소 | 60                   | 구 91번을 바탕으로 한 노선. |
| 11        | 동양교통          | 대방동성아파트 | ↔        | 내봉촌(함안)          | 안남중학교, 성원2차아파트, 남양초등학교, 대동백화점, 은아아파트, 정우상가, 창원종합운동장, 삼동, 파티마병원, 명서다리, 도계주유소, 사단앞, 흥한웰가아파트, 굴현고개, 동전입구, 북면온천, 초소, 상천 | 230                  | 구 91-1번을 바탕으로 한 노선. 시간대에 따라 오곡 경유.                                                                               |
| 12        | 동양교통          | 대방동성아파트 | ↔        | 북면온천              | 안남중학교, 성원2차아파트, 남양초등학교, 대동백화점, 은아아파트, 정우상가, 창원종합운동장, 삼동, 파티마병원, 명서다리, 도계주유소, 사단앞, 흥한웰가아파트, 굴현고개, 외감, 내감, 무동휴먼빌2단지, 신동 | 221                  | 구 91-2번을 바탕으로 한 노선. |
| 13        | 동양교통          | 대방동성아파트 | ↔        | 아산                  | 안남중학교, 성원2차아파트, 남양초등학교, 대동백화점, 은아아파트, 정우상가, 창원종합운동장, 삼동, 파티마병원, 명서다리, 도계주유소, 사단앞, 흥한웰가아파트, 굴현고개, 갈전, 승산, 동전입구, 북면온천 | 226                  | 대방동발 첫차는 갈전, 승산 미경유.                                                                                                   |
| 14        | 동양교통          | 대방동성아파트 | ↔        | 명촌                  | 안남중학교, 성원2차아파트, 남양초등학교, 대동백화점, 은아아파트, 정우상가, 창원종합운동장, 삼동, 파티마병원, 명서다리, 도계주유소, 사단앞, 흥한웰가아파트, 굴현고개, 동전입구, 남백, 북면온천, 신목, 신기 | 224                  | |
| 15        | 대운교통          | 창원역         | ↔        | 상천                  | 오페라웨딩홀, 창원여중, 흥한웰가아파트, 굴현고개, 동전입구, 아산, 북면온천, 신목, 신천, 현도, 초소, 중촌, 봉촌 | 174                  | 시간대에 따라 오곡, 갈전, 승산 경유. 소형버스(카운티) 운행 노선.                                                                     |
| 17        | 대운교통          | 불모산동       | ↔        | 북면온천              | 한국전기연구원, 성산구청, 남산공원환승센터, 창원병원, 정우상가, 도계주유소, 의창환승센터, 흥한웰가, 굴현고개,천수림아파트, 감계힐스테이트, 동전입구, 무동휴먼빌1단지 | 19(평) 26(휴)        | 2015년 3월 20일 신설 |
| 20        | 제일교통          | 경남대학교     | ↔        | 북면온천              | 문화동, 마산합포구청, 어시장, 자유무역지역정문, 신세계백화점, 마산고속터미널, 한일타운, 마산역, 마산시외터미널, KT동마산지점, 창원역, 오페라웨딩홀, 창원여중, 흥한웰가아파트, 굴현고개, 화천, 동전입구, 신동 | 29                   | 구 21-1번을 바탕으로 한 노선. |
| 21        | 대중교통          | 경남대학교     | ↔        | 초소                  | 문화동, 마산합포구청, 어시장, 자유무역지역정문, 신세계백화점, 마산고속터미널, 한일타운, 마산역, 마산시외터미널, KT동마산지점, 창원역, 오페라웨딩홀, 창원여중, 흥한웰가아파트, 굴현고개, 화천, 동전입구, 신동, 북면온천, 신목, 하천초교, 상천, 소라 | 240                  | 구 21-2번을 바탕으로 한 노선. |
| 22        | 마창여객          | 경남대학교     | ↔        | 명촌                  | 문화동, 마산합포구청, 어시장, 자유무역지역정문, 신세계백화점, 마산고속터미널, 삼성병원, 창원여중, 흥한웰가아파트, 굴현고개, 외감, 내감, 무동휴먼빌2단지, 북면온천, 신목 | 242                  | 구 21-3번을 바탕으로 한 노선. |
| 23        | 대운교통          | 경남대학교     | ↔        | 남백                  | 문화동, 마산합포구청, 어시장, 자유무역지역정문, 신세계백화점, 마산고속터미널, 한일타운, 마산역, 마산시외터미널, KT동마산지점, 창원역, 오페라웨딩홀, 창원여중, 흥한웰가아파트, 굴현고개, 갈전, 승산, 월촌 | 172                  | 구 93번을 바탕으로 한 노선. 시간대에 따라 갈전, 승산 미경유. 전 차량 전기저상버스 운행                                               |
| 24        | 동양교통          | 경남대학교     | ↔        | 북면온천              | 문화동, 마산합포구청, 부림시장, 북마산가구거리, 회산교, 국제주유소, 경남은행본점, 마산역, 마산시외터미널, KT동마산지점, 창원역, 오페라웨딩홀, 창원여중, 흥한웰가아파트, 굴현고개, 화천, 동전입구, 신동 | 44                   | 구 90번을 바탕으로 한 노선. |
| 27        | 마창여객 마인버스 | 가포고등학교   | ↔        | 북면온천              | 국립마산병원, 월영아파트, 경남대학교, 여객선터미널, 부림시장, 육호광장, 무학여고, 마산역, 마산시외버스터미널, 흥한웰가. 굴현고개, 천수림아파트, 감계힐스테이트, 동전입구, 무동휴먼빌1단지 | 19(평) 26(휴)        | 2015년 3월 20일 신설 |
| 30        | 창원버스          | 대방동성아파트 | ↔        | 북면온천              | 안남중학교, 성원1차아파트, 남양초등학교, 대동백화점, 은아아파트, 정우상가, 창원종합운동장, 삼동, 창원공고, 명서다리, 도계주유소, 도계동만남의광장, 용암, 용잠삼거리, 다호, 고양이주단지, 봉강, 본포, 마산 | 111                  | 구 92-1, 92-4번을 바탕으로 한 노선. 시간대에 따라 신전 경유.                                                                         |
| 31        | 창원버스          | 대방동성아파트 | ↔        | 본포                  | 안남중학교, 성원1차아파트, 남양초등학교, 대동백화점, 은아아파트, 정우상가, 창원종합운동장, 삼동, 창원공고, 명서다리, 도계주유소, 도계동만남의광장, 용암, 용잠삼거리, 다호, 고양이주단지, 봉강, 죽동, 가술(대산면사무소), 남모산, 신전 | 301                  | 구 392번을 바탕으로 한 노선. 창원 시내버스 노선 중 배차간격이 가장 김.                                                               |
| 32        | 창원버스          | 대방동성아파트 | ↔        | 상리                  | 안남중학교, 성원1차아파트, 남양초등학교, 대동백화점, 은아아파트, 정우상가, 창원종합운동장, 삼동, 창원공고, 명서다리, 도계주유소, 도계동만남의광장, 용암, 용잠삼거리, 다호, 고양이주단지, 봉강, 죽동 | 109                  | 구 391번을 바탕으로 한 노선. 시간대에 따라 신전 경유.                                                                                |
| 33        | 동양교통          | 무점           | ↔        | 북면온천              | 자여, 용잠삼거리, 다호, 고양이주단지, 봉강, 산남, 죽동, 노옥, 달천, 본포, 월계, 마산 | 171                  | 소형버스(카운티) 운행 노선. 시간대에 따라 화목 경유.                                                                                 |
| 34        | 동양교통          | 대방동성아파트 | ↔        | 무점                  | 안남중학교, 성원1차아파트, 남양초등학교, 대동백화점, 은아아파트, 정우상가, 창원종합운동장, 삼동, 창원공고, 명서다리, 도계주유소, 도계동만남의광장, 용암, 용잠삼거리, 자여, 외단계 | 190                  | 구 94번을 바탕으로 한 노선. |
| 35        | 동양교통          | 대방동성아파트 | ↔        | 진영(김해)            | 안남중학교, 성원1차아파트, 남양초등학교, 대동백화점, 은아아파트, 정우상가, 창원종합운동장, 삼동, 창원공고, 명서다리, 도계주유소, 도계동만남의광장, 용암, 용잠삼거리, 자여, 광대현, 진영시외버스터미널 | 214                  | 구 94번을 바탕으로 한 노선. 시간대에 따라 무점 경유.                                                                                 |
| 36        | 대운교통          | 창원역         | ↔        | 유등                  | 참사랑병원, 윤병원, 사단앞, 도계동만남의광장, 용암, 용잠삼거리, 다호, 고양이주단지, 봉강, 상리, 신전, 남모산, 가술(대산면사무소) | 200                  | 소형버스(카운티) 운행 노선. |
| 37        | 대운교통          | 우성아파트     | ↔        | 가술                  | 무성, 동읍보건지소, 용잠, 신방, 모암, 대호, 주남저수지, 주남, 신등초등학교, 대산면자치센터, 대산고등학교 | 110                  | 2012년 8월 1일 신설. 1일 9회 운행.                                                                                                   |
| 40        | 창원버스          | 경남대학교     | ↔        | 남모산                | 문화동, 마산합포구청, 어시장, 자유무역지역정문, 신세계백화점, 마산고속터미널, 한일타운, 마산역, 마산시외터미널, KT동마산지점, 창원역, 오페라웨딩홀, 창원여중, 39사단앞, 도계동만남의광장, 용암, 용잠삼거리, 다호, 고양이주단지, 봉강, 본포, 신전 | 125                  | 구 21-5번을 바탕으로 한 노선. |
| 41        | 창원버스          | 경남대학교     | ↔        | 본포                  | 문화동, 마산합포구청, 어시장, 자유무역지역정문, 신세계백화점, 마산고속터미널, 한일타운, 마산역, 마산시외터미널, KT동마산지점, 창원역, 오페라웨딩홀, 창원여중, 39사단앞, 도계동만남의광장, 용암, 용잠삼거리, 다호, 고양이주단지, 봉강, 죽동, 가술(대산면사무소), 남모산, 신전 | 262                  | 구 21-8번을 바탕으로 한 노선. |
| 42        | 창원버스          | 경남대학교     | ↔        | 송정                  | 문화동, 마산합포구청, 어시장, 자유무역지역정문, 신세계백화점, 마산고속터미널, 한일타운, 마산역, 마산시외터미널, KT동마산지점, 창원역, 오페라웨딩홀, 창원여중, 39사단앞, 도계동만남의광장, 용암, 용잠삼거리, 다호, 주남저수지, 판신, 용산입구, 죽동 | 190                  | 구 21-6번을 바탕으로 한 노선. |
| 44        | 창원버스          | 경남대학교     | ↔        | 무점                  | 문화동, 마산합포구청, 어시장, 자유무역지역정문, 신세계백화점, 마산고속터미널, 한일타운, 마산역, 마산시외터미널, KT동마산지점, 창원역, 오페라웨딩홀, 창원여중, 39사단앞, 도계동만남의광장, 용암, 용잠삼거리, 자여, 외단계 | 213                  | 구 95번을 바탕으로 한 노선. 시간대에 따라 외단계 미경유.                                                                             |
| 45        | 동양교통          | 경남대학교     | ↔        | 진영(김해)            | 문화동, 마산합포구청, 어시장, 자유무역지역정문, 신세계백화점, 마산고속터미널, 한일타운, 마산역, 마산시외터미널, KT동마산지점, 창원역, 오페라웨딩홀, 창원여중, 39사단앞, 도계동만남의광장, 용암, 용잠삼거리, 자여, 무점, 광대현, 진영시외버스터미널 | 211                  | 구 95번을 바탕으로 한 노선. 시간대에 따라 무점 경유.                                                                                 |
| 46        | 동양교통          | 경남대학교     | ↔        | 용전                  | 문화동, 마산합포구청, 어시장, 자유무역지역정문, 신세계백화점, MBC경남 창원본부, 경남은행본점, 마산역, 마산시외터미널, KT동마산지점, 창원역, 오페라웨딩홀, 창원여중, 39사단앞, 도계동만남의광장, 용암, 용강마을, 남산 | 150                  | 구 94-1번을 바탕으로 한 노선. |
| 49        | 창원버스          | 경남대학교     | ↔        | 유등                  | 문화동, 마산합포구청, 어시장, 육호광장, 무학여고, MBC경남 창원본부, 마산공설운동장, 자유무역지역후문, 정우맨션, 타워맨션, 삼성병원, 팔용동, 의창환승센터, 용잠사거리, 다호, 용산, 봉강, 죽동, 가슬 | 210                  | 2012년 3월 9일 신설. |
| 50        | 마창여객          | 월영아파트     | ↔        | 안계                  | 경남대학교, 문화동, 마산합포구청, 어시장, 자유무역지역정문, 신세계백화점, 마산고속터미널, 마산역, 경남은행본점, 북성초등학교, 아랫구슬골, 윗구슬골, 청아병원, 장미아파트, 삼계우체국, 안계초등학교 | 153                  | 구 10-4번을 바탕으로 한 노선. 저상버스 일부 운행.                                                                                    |
| 51        | 마창여객          | 월영아파트     | ↔        | 신목                  | 경남대학교, 문화동, 마산합포구청, 어시장, 삼성생명, 육호광장, 무학여고, 서마산시장, 중리삼거리, 청아병원, 장미아파트, 삼계롯데마트, 이미지아파트, 감천 | 53~54                | 구 11-2번을 바탕으로 한 노선. 2019년 7월 8일 52번과 통폐합.                                                                          |
| 53        | 대중교통          | 월영아파트     | ↔        | 안성                  | 경남대학교, 문화동, 마산합포구청, 어시장, 육호광장, 여성가족회관마산관, MBC경남 창원본부, 북성초등학교, 중리삼거리, 코오롱아파트, 예곡삼거리, 안곡, 평성 | 77                   | 구 12-2번을 바탕으로 한 노선. 저상버스 일부 운행.                                                                                    |
| 54        | 대중교통          | 월영아파트     | ↔        | 마산대학              | 경남대학교, 문화동, 마산합포구청, 어시장, 삼성생명, 원불교교구청, 회산교, 서마산시장, 마산교도소, 송정, 평성, 코오롱아파트, 죽암 | 77                   | 구 12-3번을 바탕으로 한 노선. |
| 60        | 신양여객          | 마산역 광장    | ↔        | 옥계 (구산면)         | 한일타운, 고속터미널, 신세계백화점, 자유무역정문, 오동동, 어시장, 3.15의거탑, 마산합포구청, 마산중부경찰서, 문화동, 경남대학교, 밤밭고개, 우산마을, 현동리, 묘촌입구, 수정, 구산면사무소, 장문안마을, 안녕, 내포마을, 반동 | 160                  | 구 24-3번을 바탕으로 한 노선. 시간대에 따라 반동 미경유.                                                                             |
| 61        | 신양여객          | 마산역 광장    | ↔        | 저도비치로드 (구산면) | 한일타운, 고속터미널, 신세계백화점, 자유무역정문, 오동동, 어시장, 3.15의거탑, 마산합포구청, 마산중부경찰서, 문화동, 경남대학교, 월영아파트, 대중교통, 국립마산병원, 가포고등학교, 가포유원지, 가포본동, 가포KBS송신소, 가포날개, 대덕농원, 덕동, 환경시설관리사업소, 유산마을, 수정, 구산면사무소, 장문안마을, 내포마을, 반동, 마산치매요양원, 붉은등대, 장구리, 연까치, 구복, 저도연륙교 | 90                   | 구 24-1번을 바탕으로 한 노선. 저도연륙교를 경유하는 유일한 노선. 시간대에 따라 욱곡 경유.                                            |
| 62        | 대중교통          | 마산역 광장    | ↔        | 원전                  | 한일타운, 고속터미널, 신세계백화점, 자유무역지역정문, 어시장, 마산합포구청, 문화동, 경남대학교, 밤밭고개, 현동, 묘촌, 수정, 내포, 반동, 난포, 심리, 설진 | 61                   | 구 24번을 바탕으로 한 노선. 시간대에 따라 용호, 옥계, 안녕 경유.                                                                     |
| 63        | 신흥여객          | 유니시티2단지  | ↔        | 로봇랜드(순환)        | 소답동, 창원역, 구암동, 마산시외터미널, 마산역, 마산고속터미널, 신세계백화점, 자유무역지역정문, 어시장, 마산합포구청, 문화동, 경남대학교, 밤밭고개, (이하 순환)현동, 묘촌, 수정, 내포, 로봇랜드, 욱곡, 미리, 명주, 해양드라마세트장, 마전, 도만, 다구, 광암, 진동, 태봉, 동전, 옥동(이하 순환)                                                                                            | 191                  | 구 24-6번을 바탕으로 한 노선. 시간대에 따라 상마전 경유. 첫차는 로봇랜드 미경유.                                                     |
| 64        | 마인버스          | 마산역         | ↔        | 로봇랜드(순환)        | 마산고속터미널, 신세계백화점, 자유무역지역정문, 어시장, 마산합포구청, 문화동, 경남대학교, 밤밭고개, (이하 순환)옥동, 동전, 태봉, 진동, 광암, 다구, 도만, 마전, 해양드라마세트장, 명주, 미리, 욱곡, 로봇랜드, 내포, 수정, 묘촌, 현동(이하 순환) | 198                  | 구 24-5번을 바탕으로 한 노선. 진동면 및 구산면 지역의 순환 방향이 63번과 반대. 첫차 및 막차는 로봇랜드 미경유. 전 차량 저상버스 운행 |
| 65        | 신흥여객          | 유니시티2단지  | ↔        | 로봇랜드              | 소답동, 창원역, 구암동, 마산시외터미널, 마산역, 마산고속터미널, 신세계백화점, 자유무역지역정문, 어시장, 마산합포구청, 문화동, 경남대학교, 밤밭고개, 옥동, 동전, 태봉, 진동, 광암, 다구, 도만, 마전, 해양드라마세트장, 명주, 미리, 욱곡, 반동 | 62                   | 구 21-4번을 바탕으로 한 노선. 시간대에 따라 석곡, 수정, 주도 경유. 일부 시간대 로봇랜드 미경유 및 명주 종착.                         |
| 70 순환   | 신양여객          | 진동환승센터   | ↔        | 창원역(순환)          | 태봉, 동전, 묵지마을, 밤밭고개, 경남대학교, 문화동, 마산합포구청, 어시장, (이하 순환)자유무역지역정문, 신세계백화점, 메트로시티2단지, 양덕초등학교, 삼성창원병원, 오페라웨딩홀, 창원역, 한국전력, 덕재, 마산시외터미널, 마산역, 경남은행본점, 회산교, 원불교교구청, 삼성생명(이하 순환)                                                                                                   | 33                   | 저상버스 일부 운행. |
| 71 순환   | 마창여객          | 진동환승센터   | ↔        | 창원역(순환)          | 태봉, 동전, 묵지마을, 밤밭고개, 경남대학교, 문화동, 마산합포구청, 어시장, (이하 순환)삼성생명, 원불교교구청, 회산교, 경남은행본점, 마산역, 마산시외터미널, 덕재, 한국전력, 창원역, 오페라웨딩홀, 삼성창원병원, 양덕초등학교, 메트로시티2단지, 신세계백화점, 자유무역지역정문(이하 순환)                                                                                                   | 33                   | 전 차량 저상버스 운행 어시장 이후 구간의 순환 방향이 70번과 반대.                                                                    |
| 72        | 대중교통          | 마산역         | ↔        | 대현                  | 한일타운, 마산고속터미널, 신세계백화점, 자유무역지역정문, 어시장, 마산합포구청, 문화동, 경남대학교, 밤밭고개, 묵지마을, 동전, 태봉, 진동, 한일유앤아이, 운전면허시험장, 신촌공단, 신촌회차장, 대티마을, 삼진미술관 | 80                   | 구 87번을 바탕으로 한 노선. 시간대에 따라 내추 경유.                                                                                 |
| 72-1      | 마창여객          | 진동환승센터   | ↔        | 대현                  | 진동, 한일유앤아이, 운전면허시험장, 신촌공단, 신촌회차장, 대티마을, 삼진미술관 | 124                  | 저상버스 운행 노선. 시간대에 따라 내추, 진북면사무소, 밤밭고개, 경남대학교, 마산합포구청, 어시장 경유.                               |
| 73        | 대중교통          | 서북동         | ↔        | 마산역                | 영동, 학동, 이목, 부산마을, 지산, 창의탑, 진동, 태봉, 밤밭고개, 경남대학교, 문화동, 마산합포구청, 어시장, 자유무역지역정문, 신세계백화점, 마산고속터미널, (이하 순환)한일타운, 마산역, 마산시외터미널, 덕재, 구암고등학교, 삼성창원병원, 마산동부경찰서, 양덕초등학교(이하 순환) | 95                   | 구 82번을 바탕으로 한 노선. |
| 73-1      | 제일교통          | 진동환승센터   | ↔        | 월안마을              | 창의탑, 동촌, 진북면사무소, 옥곡마을, 신기, 근곡마을, 진목마을, 국군마산병원, 임곡마을, 진전면사무소 | 120                  | 2012년 3월 9일 신설. |
| 74        | 대중교통          | 마산역         | ↔        | 정곡 (진북면)         | 한일타운, 마산고속터미널, 신세계백화점, 자유무역지역정문, 어시장, 마산합포구청, 문화동, 경남대학교, 밤밭고개, 묵지마을, 동전, 태봉, 진동, 창의탑, 진북면사무소, 지산, 예곡, 함박골, 마산중앙요양병원, 인곡, 들담 | 160                  | 구 86번을 바탕으로 한 노선. 시간대에 따라 의림사 경유                                                                                |
| 74-1      | 마창여객          | 진동환승센터   | ↔        | 정곡(진북면) 선두     | (본선):창의탑, 진북면사무소, 지산, 예곡, 동상, 함박골, 수반, 마산중앙요양병원, 인곡, 들담 (선두지선):신기마을, 죽전, 고현, 고현수협, 장기 | 정곡행:97 선두행:144 | 저상버스 운행 노선. 진동환승센터↔정곡의 본선과 진동환승센터↔선두의 지선으로 나뉨.                                                    |
| 75        | 대운교통          | 마산역         | ↔        | 상평                  | 한일타운, 마산고속터미널, 신세계백화점, 자유무역지역정문, 어시장, 마산합포구청, 문화동, 경남대학교, 밤밭고개, 태봉, 진동, 진북면사무소, 임곡삼거리, 진전면사무소, 대정, 금암, 상촌, 거락, 의산보건진료소, 백암, 미천, 중말 | 208                  | 구 81번을 바탕으로 한 노선. 시간대에 따라 봉암, 일암 경유. 막차는 경남대학교까지만 운행.                                             |
| 75-1      | 대운교통          | 진동환승센터   | ↔        | 둔덕                  | 진북면사무소, 임곡삼거리, 진전면사무소, 일암, 대정, 금암, 거락, 의산보건진료소, 백암, 미천, 중말, 상평, 술인방, 들담 | 128                  | 시간대에 따라 둔덕, 상평, 일암 미경유.                                                                                               |
| 76        | 대운교통          | 마산역         | ↔        | 둔덕                  | 한일타운, 마산고속터미널, 신세계백화점, 자유무역지역정문, 어시장, 마산합포구청, 문화동, 경남대학교, 밤밭고개, 태봉, 진동, 진북면사무소, 임곡삼거리, 진전면사무소, 일암, 대정, 금암, 거락, 의산보건진료소, 술인방, 들담 | 205                  | 구 21-9번을 바탕으로 한 노선. 시간대에 따라 골옥방 경유. 막차는 경남대학교까지만 운행.                                               |
| 77        | 대운교통          | 마산역         | ↔        | 정곡 (진전면)         | 경남은행본점, 무학여고, 육호광장, 어시장, 마산합포구청, 문화동, 경남대학교, 밤밭고개, 태봉, 진동, 진북면사무소, 임곡삼거리, 진전면사무소, 탑동, 호산, 이명, 창포, 동진대교, 시락 | 247                  | 구 66번을 바탕으로 한 노선. 시간대에 따라 탑동 미경유. 막차는 경남대학교까지만 운행.                                                 |
| 77-1      | 제일교통          | 진동환승센터   | ↔        | 정곡 (진전면)         | 진북면사무소, 임곡삼거리, 진전면사무소, 탑동, 호산, 이명, 창포, 동진대교, 시락 | 122                  | 시간대에 따라 탑동 미경유. |
| 78        | 대운교통          | 마산역         | ↔        | 선두                  | 한일타운, 마산고속터미널, 신세계백화점, 자유무역지역정문, 어시장, 마산합포구청, 문화동, 경남대학교, 밤밭고개, 태봉, 진동, 죽전, 고현, 장기 | 178                  | 구 31번을 바탕으로 한 노선. 막차는 경남대학교까지만 운행.                                                                            |
| 80        | 신양여객          | 진동환승센터   | ↔        | 창원역                | 태봉, 동전, 두릉마을, 쌀재터널, 감천입구, 이미지아파트, 삼계롯데마트, 상곡동, 장미아파트, 청아병원, 중리삼거리, 북성초등학교, MBC경남 창원본부, 메트로시티2단지, 양덕초등학교, 삼성창원병원, 차룡단지 | 35                   | 전 차량 저상버스 행 |

## 공단셔틀버스
| 노선 번호 | 운행업체 | 운행구간       | 운행구간 | 운행구간         | 경유지 | 배차 간격 (분) | 비고                                                          |
| --------- | -------- | -------------- | -------- | ---------------- | --- | -------------- | ------------------------------------------------------------- |
| 501       | 창원버스 | 사화초등학교   | ↔        | 월림창곡지구     | 극동아파트, 창원여중, 사단앞, 도계초교, 명서다리, 대원동, 대원성원아파트, (이하 순환)세아제강, 경남스틸, 신세계특수강, 두산엔진, 세원셀론텍(이하 순환) | 출퇴근시간대   | 월림창곡지구 공단셔틀버스. 월~토 출퇴근시간대에만 운행.       |
| 502       | 동양교통 | 도청사거리     | ↔        | 월림창곡지구     | 성심유치원, 사격장입구, 까치아파트입구, 반지사거리, 운동장사거리, 대원성원아파트, (이하 순환)세아제강, 경남스틸, 신세계특수강, 두산엔진, 세원셀론텍(이하 순환) | 출퇴근시간대   | 월림창곡지구 공단셔틀버스. 월~토 출퇴근시간대에만 운행.       |
| 503       | 동양교통 | 가음은아아파트 | ↔        | 월림창곡지구     | 상남도서관, 대동백화점, 은아아파트, 중앙동, 창원병원, 남창원역, (이하 순환)경남스틸, 신세계특수강, 두산엔진, 세원셀론텍, 세아제강(이하 순환) | 출퇴근시간대   | 월림창곡지구 공단셔틀버스. 월~토 출퇴근시간대에만 운행.       |
| 504       | 대운교통 | 토월공원       | ↔        | 월림창곡지구     | 법원, 사파동성아파트, 사파동주민센터, 대암고교, 성산구청, 성주사역, 남창원역, (이하 순환)경남스틸, 신세계특수강, 두산엔진, 세원셀론텍, 세아제강(이하 순환) | 출퇴근시간대   | 월림창곡지구 공단셔틀버스. 월~토 출퇴근시간대에만 운행.       |
| 505       | 창원버스 | 대방동         | ↔        | 차룡단지         | 안남중학교, 대방초등학교, 사파동성아파트, 법원, 창원테니스장입구, 경남도청, 성심유치원, 창원의집입구, 까치아파트입구, 지귀상가, 농협하나로클럽, 명서다리, 도계주유소, 북동공설시장, 창원여중, 극동아파트, (이하 순환)삼광기계, 삼현철강, KPE, 대호테크, 동우기계(이하 순환) | 출퇴근시간대   | 차룡단지 공단셔틀버스. 월~토 출퇴근시간대에만 운행.           |
| 506       | 동양교통 | 대방동         | ↔        | 차룡단지         | 남산초등학교, 남양초등학교, 대동백화점, 은아아파트, 정우상가, 창원종합운동장, 시티7, 파티마병원, 창원종합버스터미널, (이하 순환)차룡사거리, 동우기계, KPE, 대호테크, SG서보(이하 순환) | 출퇴근시간대   | 차룡단지 공단셔틀버스. 월~토 출퇴근시간대에만 운행.           |
| 507       | 대운교통 | 대방동         | ↔        | 차룡단지         | 대암고교, 사파동행정복자센터, 사파동성아파트, 법원, 창원테니스장입구, 경남도청, 롯데아파트, 중앙동, 창원병원, 창원폴리텍7대학, 삼동, 창원종합버스터미널, 차룡사거리, (이하 순환)동우기계, 삼광기계, 삼현철강, KPE, 대호테크(이하 순환) | 출퇴근시간대   | 차룡단지 공단셔틀버스. 월~토 출퇴근시간대에만 운행.           |
| 510       | 대운교통 | 대원동(충혼탑) | ↔        | 대원성원아파트   | 창원문성대학 → 창원종합운동장 → 만남의광장.노블파크APT → 트리비앙아파트.한국폴리텍대학 → 창원중앙고등학교 → 창원시청 → 이마트 → 중앙동 → 창원호텔 → 창원병원 → 내동민원센터→ 지성큐엔텍 → 남창원역 → 미래기전 → 삼한정밀 → 경남스틸 → 대영정공 → 창곡산단 → 생활폐기물처리단지 → 윤화스너 → 대동정밀 → 대원기전 → 삼우정밀 → 화천기전 → 반월길 → 고려기업 → HSD엔진.피케이밸브 → 한국철강 → 창곡입구 → 세원실론텍.영흥철강 → 세플러코리                                                   | 출근시간대     | 신촌단지 공단셔틀버스. 월~토 출근시간대에만 운행.             |
| 510-1     | 대운교통 | 내동           | ↔        | 중앙동(창원병원) | 지성큐엔텍 → 남창원역 → 미래기전 → 삼한정밀 → 경남스틸 → 대영정공 → 창곡산단 → 생활폐기물처리단지 → 윤화스너 → 대동정밀 → 대원기전 → 삼우정밀 → 화천기전 → 반월길 → 고려기업 → HSD엔진.피케이밸브 → 한국철강 → 창곡입구 → 세원실론텍.영흥철강 → 세플러코리아 → 대원성원아파트→충혼탑→ 창원문성대학 → 창원종합운동장 → 만남의광장.노블파크APT → 트리비앙아파트.한국폴리텍대학 → 창원중앙고등학교 → 창원시청 → 이마트 → 중앙동 → 창원호텔                                                   | 퇴근시간대     | 신촌단지 공단셔틀버스. 월~토 퇴근시간대에만 운행.             |
| 520       | 동양교통 | 중앙동         | ↔        | 웅남동(세아제강) | 한국가스안전공사 → 창원남중학교 → S&T중공업 → 소라아파트 → 가음정사거리 → 남산버스정류소 → 남산아파트 → 성산구청 → 현대위아 창원4공장 → 태화기계 → 성주동행정복지센터 → 풍산산업 → 대림자동차 → 현대모비스창원공장 → LG산전 → 남창원역 → 미래기전 → 삼한정밀 → 경남스틸 → 대영정공 → 창곡산단 → 생활폐기물처리단지 → 윤화스너 → 대동정밀 → 대원기전 → 삼우정밀 → 화천기전 → 반월길 → 고려기업 → 세플러코리아 →HSD엔진.피케이밸브 → 한국철강 → 창곡입구 → 세원셀론텍.영흥철강 → 효성중공업 | 출근시간대     | 월~토 출근시간대에만 운행.                                    |
| 520-1     | 동양교통 | 성주동         | ↔        | 남산동(성산구청) | 풍산산업 → 대림자동차 → 현대모비스창원공장 → LG산전 → 남창원역 → 미래기전 → 삼한정밀 → 경남스틸 → 대영정공 → 창곡산단 → 생활폐기물처리단지 → 윤화스너 → 대동정밀 → 대원기전 → 삼우정밀 → 화천기전 → 반월길 → 고려기업 → 세플러코리아 →HSD엔진.피케이밸브 → 한국철강 → 창곡입구 → 세원셀론텍.영흥철강 → 효성중공업 → 세아제강→창원병원→ 한국가스안전공사 → 창원남중 → S&T중공업 → 소라아파트 → 가음정사거리 → 남산버스정류소                                                               | 퇴근시간대     | 월~토 퇴근시간대에만 운행.                                    |
| 530       | 마인버스 | 월영아파트     | ↔        | 봉암공단         | 마산합포구청, 어시장, 자유무역지역정문, 용마고등학교, 마산운동장, 수출후문, 봉암우체국, 제3부두 | 출퇴근시간대   | 봉암공단 공단셔틀버스(시계방향). 월~토 출퇴근시간대에만 운행. |
| 530-1     | 마인버스 | 월영아파트     | ↔        | 봉암공단         | | 출퇴근시간대   | 봉암공단 공단셔틀버스(시계방향). 월~토 출퇴근시간대에만 운행. |
| 540       | 마인버스 | 마산역         | ↔        | 마산역           | 마산시외버스터미널 → 합성동농협 → 양덕1동 → 서안양덕타운 → 양덕초등학교 → 양덕1동행정복지센터 → 타워맨션 → 한일로타리 → 고속버스터미널 → 자유무역지역후문 → 봉암동 → (주)동방 → 봉암우체국 → 한전봉암변전소 → 자유무역관리원삼거리 → 제3부두 → 창원칸타힐오션뷰 → 용마고등학교 → 육호광장 → 여성회관 → 동마산주유소 → 창원NC파크,마산회원구청 → 문화방송 → 3.15아트센터 → 경남은행본점 | 14~60          |                                                               |

## 급행버스
| 노선 번호    | 운행업체                            | 운행구간       | 운행구간 | 운행구간            | 경유지 | 배차 간격 (분) | 비고                                |
| ------------ | ----------------------------------- | -------------- | -------- | ------------------- | --- | -------------- | ----------------------------------- |
| 3000         | 창원버스                            | 성주공영차고지 | ↔        | 가술리              | 성산구청, 가음정사거리, 대동백화점, 창원시청, 성산아트홀, 롯데아파트, 경남도의회, 창원중앙역, 용잠삼거리, 용잠.동읍행정복지센터, 칠성아파트, 다호, 주남저수지, 신등초등학교, 장등, 대산일반산업단지 | 12             |                                     |
| 3001         | 동양교통                            | 신촌리         | ↔        | 용호동 (창원시청)   | 북면행정복지센터, 휴먼빌2단지, STX칸2차아파트, 무동입구, 감계입구, 감계휴먼빌, 푸르지오아파트, 중방마을회관, 창원역, 의창동환승센터, 의창구청.도계주유소, 명서동허앤리벙원, 트리비앙아파트.한국폴리텍대학 | 38~50          |                                     |
| 3002         | 대중교통 마창여객 제일교통 창원버스 | 마산대학교     | ↔        | 안골동 (신항파출소) | 마산제일고등학교, 농산물도매시장입구, 중리역, 중리삼거리, 메트로시티 석전, 마산우체국, 마산역, 역전치안센터, 마산고속버스터미널, 봉암공단입구, 자유무역지역2공구, 유신상가, 양곡상가, 진해고등학교, 경화시장, 진해구청, 사도마을, 반짓골, 용원종점, 이지더원아파트, 부영2.4단지 | 40             |                                     |
| 3003         | 마창여객                            | 진동환승센터   | ↔        | 창원종합버스터미널  | 진동유앤아이아파트, 진동운전면허시험장, 오산마을, 태봉마을, 동전마을, 옥동마을, 고운초등학교, 월영동공원.월영1차아파트 - (→ 경남대학교 → 남부터미널 →/← 경남대·남부터미널종점 ←) - 연세병원, 마산합포구청.의료원, 부림시장, 회원1동, 무학여자고등학교, 마산우체국, 마산역, 마산시외버스터미널, 합성동, 동서식품 | 18             |                                     |
| 3004         | 마창여객                            | 진동환승센터   | ↔        | 창원중앙역          | 진동유앤아이아파트, 진동운전면허시험장, 오산마을, 태봉마을, 동전마을, 옥동마을, 고운초등학교, 월영마린애시앙아파트, 해운중학교, 남창원역, 내동민원센터, 창원병원, 중앙동, 성산아트홀, 롯데아파트, 한국농어촌공사경남지역본부, 경남도의회 - (→ 하나님의교회 →/← 창원한마음병원 ← 길상사입구 ←) | 5회            |                                     |
| 3005         | 제일교통                            | 수정환승센터   | ↔        | 창원대학교          | 구산면행정복지센터, 덕동공영차고지, 현동초등학교, 현동중흥1차아파트, 시립마산요양병원, 고운초등학교, 월영마린애시앙아파트, 해운중학교, 창원병원 - 대호타워아파트, 경창상가, 창원중부경찰서, 한국전력공사.조달청, 경남지방병무청 - (→ 창원중앙역 → 길상사입구 → 창원대동문 →)(← 창원한마음병원 ← 창원대동문 ← 길상사입구 ← 창원중앙역 ← 창원한마음병원 ← 창원대동문) | 12             |                                     |
| 3006         | 대운교통 진해여객 창원버스          | 창원대학교     | ↔        | 안골동 (신항파출소) | 창원대삼거리, 창원의집입구, 지귀상가, 농협하나로마트클럽, 시티7, 트리비앙아파트.한국폴리텍대학, 창원시청(정우상가), 은아아파트, 대동백화점, 가음정사거리, 남산공원환승센터, 성산구청, 성주동행정복지센터, 안민터널, 롯데마트, 덕산해군아파트, 진해구청·장전주유소, 어은동, 웅천성내, 세스페데스공원, 호반베르디움.리젠시빌라트, 시티프라디움1차.리젠시빌라트, STX아파트, 웅동농협앞, 용원휴요양병원, 해인로즈빌, 안골포초등학교, 코아루아파트, 웅동2동행정복지센터, 용원종점, 부영8단지, 부영2단지, 부영4단 | 40             |                                     |
| 6000 BRT급행 | 대운교통 마창여객 신양여객          | 월영아파트     | ↔        | 성주사역            | 경남대학교, 연세병원, 마산합포구청, 대우백화점앞·어시장, 삼성생명, 회원1동, 무학여고, 경남은행본점(마산우체국), 마산역, 마산시외버스터미널, 합성동, 창원역, 의창동환승센터, 도계주유소, 명서동허앤리병원, 트리비앙아파트, 정우상가(한서병원), 은아아파트, 대동백화점, 대방초등학교, 남양동주택(임마누엘교회), 대방동성아파트 | 12             | 700번(구 300번)을 바탕으로 한 노선. |

## 직행좌석버스
| 노선 번호 | 운행업체                   | 운행구간       | 운행구간 | 운행구간     | 경유지 | 배차 간격 (분) | 비고                                                            |
| --------- | -------------------------- | -------------- | -------- | ------------ | --- | -------------- | --------------------------------------------------------------- |
| 710       | 동양교통 창원버스          | 마산대학       | ↔        | 대방동종점   | 죽암, 중리본동, 청아병원, 장미아파트, 삼계주공아파트, 삼계롯데마트, 원계, 용마정비, 중리삼거리, 내서초등학교, 교도소입구, 북성초등학교, 석전동육교, 경남은행본점(마산우체국), 마산역앞 동마산병원, 마산시외터미널, 합성동, 덕재, 구암동, 한국전력, 창원역, 서상삼거리, 동정동(흥한웰가아파트), 북동공설시장(창원초등학교), 동일그린맨션(소답초등학교), 도계주유소, 창원서부경찰서, 명서다리, 허앤리병원, 시티7, 문성고교, 창원종합운동장(노블파크아파트), 트리비앙아파트, 정우상가(한서병원), 은아아파트, 대동백화점, 토월성원아파트(사파삼익아파트), 상남도서관(한림아파트), 남양초등학교(가음정주공아파트), 피오르빌아파트(가음주공1단지아파트) | 15             | 구 311번을 바탕으로 한 노선. 경유지에 표시된 정류장만 선택정차. |
| 720       | 대중교통 제일교통          | 덕동공영차고지 | ↔        | 대방동종점   | 하수도사업소, 매립지입구, 가포초등학교, 가포고등학교, 월영1차아파트 - (→ 남부터미널 → 경남대학교 →/← 경남대.남부터미널 ←), 문화동, 연세병원, 마산중부경찰서, 마산합포구청.마산의료원, 어시장, 자유무역지역정문, 신세계백화점, 메트로시티2단지, 양덕1동행정복지센터, 우리누리청소년문화센터, 삼성창원병원, 차룡단지, 팔룡동행정복지센터, 창원여자중학교, 의창동환승센터, 의창구청, 시티7, 창원문성대학교, 한국폴리텍7대학, 창원병원, 가음정사거리, 여성회관창원 | 23             |                                                                 |
| 730       | 마인버스 창원버스          | 덕동공영차고지 | ↔        | 불모산종점   | 현동초등학교, 시립마산요양병원, 월영마린애시앙아파트, 해운중학교종점 - (→ 남부터미널 → 경남대학교 →/← 경남대.남부터미널 ←) - 문화동, 제일여자고등학교, 마산여자고등학교, 한우아파트, 마산성로원 - (→ 롯데캐슬프리미어아파트 →/← 경남은행연수원 ←) - 회원신협, 국제주유소, 석전동, 마산역, 마산시외버스터미널, 한국전력, 팔용동입구, 창원종합버스터미널, 창원공업고등학교, 지귀상가, 장애인복지회관, 창원대학교입구, 경남도청, 창원축구센터·법원, 사파동성아파트, 대방동성아파트, 성산구청, 한국지엠.창원경상대학교병원 | 23             |                                                                 |
| 740       | 동양교통 마창여객          | 월영동         | ↔        | 불모산종점   | 문화동, 마산중부경찰서, 마산합포구청·의료원, 경남데파트, 어시장, 신세계백화점, 봉암교, 세원셀론텍·영흥철강, 대원성원아파트, 창원문성대학교, 럭키아파트, 반림현대산업아파트·일동아파트, 사림민원센터, 성심유치원, 경남도청, 검찰청, 창원축구센터·법원, 사파동행정복지센터, 대방덕산2차아파트, 성산구청, 한국지엠.창원경상대학교병원 | 30~35          |                                                                 |
| 770       | 대운교통 동양교통 창원버스 | 창원대학교     | ↔        | 장유고등학교 | 창원대삼거리, 사림동, 까치아파트, 운동장사거리, 트리비앙아파트, 창원시청·한서병원(정우상가), 대동백화점, 여성회관창원관, 성산구청, 창원터널, (← 능동삼거리 ← 한림리츠빌 ← 한림리츠빌 ← 능동삼거리 ←) - 장유도서관, 갑오마을, 대청초등학교, 삼문마을, 무계교, 장유농협, 대동1단지, 장유초등학교, (→ 코아상가 → 대동2단지 → 장유고등학교 → 장유석봉마을 →) 이후 역순 | 17~21          |                                                                 |

## 타 지역 차적의 운행 노선

### 김해시의 시내버스
| 노선 번호 | 운행업체 | 운행구간       | 운행구간 | 운행구간           | 경유지 | 배차 간격 (분) | 비고                                 |
| --------- | -------- | -------------- | -------- | ------------------ | --- | -------------- | ------------------------------------ |
| 11        | 김해BUS  | 상룡           | ↔        | 오척               | 신용삼거리, 진영터미널, 부곡, 좌곤리, 성진3차아파트 | 90~120         | 개편 전 '진영공영' 노선              |
| 58        | 가야IBS  | 삼계차고지     | →        | 창원대학교         | 화정역 → 문화의전당 → 김해생명과학고 → 장유농협 → 용산 → 남산터미널 → 대방대동아파트 → 경남도청 → 창원대학교 → 파티마병원 → 창원터미널 → 삼동 → 종합운동장 → 한서병원 → 남산터미널 → 용산 → 장유농협 → 김해생명과학고 → 문화의전당 → 화정역 | 50~70          |                                      |
| 59        | 가야IBS  | 삼계차고지     | →        | 창원대학교         | 화정역 → 문화의전당 → 김해생명과학고 → 장유농협 → 용산 → 남산터미널 → 정우상가 → 종합운동장 → 삼동 → 창원터미널 → 파티마병원 → 창원대학교 → 경남도청 → 대방대동아파트 → 남산터미널 → 용산 → 장유농협 → 김해생명과학고 → 문화의전당 → 화정역 | 50~70          |                                      |
| 97        | 가야IBS  | 선암차고지     | ↔        | 창원대학교         | 선암다리, 지내동사거리, 못안마을, 영운초교, 활천고개, 장유스포츠센터, 성산구청, 대방동종점, 대방초교, 경남도청, 성심유치원, 우영프라자 | 40             |                                      |
| 98        | 가야IBS  | 선암차고지     | ↔        | 창원대학교         | 선암다리, 지내동사거리, 못안마을, 영운초교, 인제대학, 활천고개, 장유스포츠센터, 성산구청, 우영프라자, 성심유치원, 경남도청, 대방초교, 대방동종점                                                                                            | 40             |                                      |
| 140       | 태영고속 | 김해여객터미널 | ↔        | 마산시외버스터미널 | 금강병원, 구산백조A, 명동, 진영역, 진영터미널, 동읍, 의창동, 창원역 | 20~25          | 구 14번, 김해-마산 시외버스 통합노선 |

### 부산광역시의 시내버스
| 노선 번호     | 운행업체 | 운행구간       | 운행구간 | 운행구간     | 경유지 | 배차 간격 (분) | 비고                                                 |
| ------------- | -------- | -------------- | -------- | ------------ | --- | -------------- | ---------------------------------------------------- |
| 55            | 태영버스 | 강서공영차고지 | ↔        | 하단역       | 용원, (주)태광, 경제자유구역청, 농심, 명동, 지사과학단지, 세산삼거리, 생곡마을, 성산, 경일중학교, 을숙도 | 40             | 초저상버스 운행                                      |
| 58-1좌석      | 태영버스 | 강서공영차고지 | ↔        | 하단역       | 해인로즈빌아파트, 용원, 경제자유구역청, 부울지방중소기업청, 신호주거단지, 명지오션시티, 명지새동네, 을숙도 | 30             |                                                      |
| 58-1심야      | 태영버스 | 강서공영차고지 | ↔        | 하단역       | 해인로즈빌아파트, 용원, 경제자유구역청, 부울지방중소기업청, 신호주거단지, 명지오션시티, 명지새동네, 을숙도 | 1회            | 23:20(청안동 기준)                                   |
| 58-2          | 태영버스 | 강서공영차고지 | ↔        | 사하구청     | 태광금속, 매일정기, 송정다리, 경제자유구역청, 유니맥스, DSR, 해덕선기, 삼성전기, 정화선박, 우진목재, 신호하수처리장, 삼성자동차, 명지오션시티, 전등, 진동, 명지새동네, 을숙도휴게소, 하단역, 괴정복개로(하행) | 10             |                                                      |
| 520           | 태영버스 | 강서공영차고지 | ↔        | 명지환승센터 | (주)태광, 삼성전기, DSR, 송정다리, 영도산업, 용원, 경제자유구역청, 성북마을, 가덕천성동, 대항마을, 부산지방중소벤처기업청, 신호하수처리장                                                                     | 60~64          |                                                      |
| 1009급행      | 금진여객 | 강서공영차고지 | ↔        | 명지환승센터 | 삼성전기후문, 동방물류센터, 신항서문입구, 가덕도선창, 경제자유구역청사거리, 부산지방중소벤처기업청, 신호119안전센터, 퀸덤1.2단지, 명지롯데캐슬아파트                                                          | 80             | 구 126-1번                                           |
| 강서구1마을   | 강서교통 | 가덕도         | ↔        | 용원         | 대항, 천성, 선창, 성북, 선창, 부산신항 | 60분           | 환승대기 60분 적용 노선 3회 눌차도 경유              |
| 강서구9-1마을 | 녹산버스 | 용원           | ↔        | 하단역       | 녹산산업단지, 화전마을, 산양마을, 성산삼거리, 강서경찰서, 명지새동네, 을숙도 | 25분           |                                                      |
| 강서구17마을  | 녹산버스 | 하단역         | ↔        | 용원         | 을숙도, 명지새동네, 명지오션시티, 신호, 르노삼성자동차, 녹산공단 | 90분           | 환승대기 60분 적용 노선 일 3회 정거마을(눌차도) 경유 |

### 함안군의 농어촌버스
| 노선 번호 | 운행업체       | 운행구간                                        | 운행구간 | 운행구간                | 경유지 | 배차 간격 (분) | 비고       |
| --------- | -------------- | ----------------------------------------------- | -------- | ----------------------- | --- | -------------- | ---------- |
| 113-1     | 동일익스프레스 | 용산사거리 (대산, 칠북, 칠서, 칠원, 남지, 지정) | ↔        | 마산터미널 (창원터미널) | 이현, 칠원우체국, 야촌삼거리, 수정그린A/메트로자이A, 신우타워, 코오롱아파트, 중리삼거리, 마재고개, 내서초등학교, 마산역                                                                    | 18             | 노선시간표 |
| 114-1     | 동일익스프레스 | 가야도항주공 (게티, 군북)                       | ↔        | 마산터미널 (창원터미널) | 가야사거리, 함안역, 대천마을, 수동, 산인공단, 마산대학, 마산농산물시장, 중리역, 중리삼거리, 마산역                                                                                         | 100            | 노선시간표 |
| 250-1     | 동일익스프레스 | 에이스아파트 (대산, 평림)                       | ↔        | 남마산터미널            | 칠서기공아파트, 산성자전거, 용산사거리, 칠원우체국, 신우타워, 코오롱아파트, 회성동, 석전사거리, 회산교, 삼성생명, 어시장, 마산합포구청, 문화동, 경남대학교, 월영아파트, 해운중학교         | 26             | 노선시간표 |
| 252-2     | 동일익스프레스 | 가야도항주공 (게티, 군북)                       | ↔        | 남마산터미널            | 가야사거리, 함안역, 푸른주유소, 산인면사무소, 산인역, 마산대학, 중리역, 중리삼거리, 회성동, 석전사거리, 회산교, 삼성생명, 어시장, 마산합포구청, 문화동, 경남대학교, 월영아파트, 해운중학교 | 52             | 노선시간표 |

### 창녕군의 농어촌버스
| 일련 번호 | 운행구간 | 운행구간 | 운행구간 | 경유지                                                           | 운행횟수 | 비고 |
| --------- | -------- | -------- | -------- | ---------------------------------------------------------------- | -------- | ---- |
| 31        | 부곡     | ↔        | 북면온천 | 수다, 인교, 수성, 비봉, 구산, 유산, 본포, 월계, 연동, 북면사무소 | 왕복 3회 |      |